# Cerithiopsis beneitoi
Cerithiopsis beneitoi là một loài ốc biển, động vật chân bụng trong họ Cerithiopsidae, được tìm thấy ở Vịnh Mexico. Nó được Rolán, Espinosa, và Fernández-Garcés, mô tả năm 2007.